# Anolis cristifer
Anolis cristifer es una especie de lagarto que pertenece a la familia Dactyloidae. Es nativo del sur de Chiapas (México) y de Guatemala. Su rango altitudinal oscila entre 0 y 1500 m s. n. m..